# Marie Réol
Marie Réol, née le 15 janvier 1880 à Massiac (Cantal) et morte le 26 février 1963 à Douarnenez (Finistère), est une peintre française.

## Biographie
Marie Marguerite Joséphine Réol naît en 1880 à Massiac de Catherine Camille Regimbal et de Guillaume Michel Albert Réol, conducteur des Ponts et Chaussées.   
Élève puis épouse en 1942 du peintre Louis-Marie Désiré-Lucas, ce dernier étant veuf, elle dit avoir choisi "de vivre dans son ombre", cependant "elle ne perdra pas son identité de peintre même si, bien souvent, leurs chevalets sont plantés côte à côte". 
Elle peint des nus, des paysages et des fleurs.
Elle expose au Salon des artistes français à partir de 1908, en devient sociétaire, y reçoit une médaille d’argent en 1914 pour Étude de nu ou  "La femme au perroquet". Elle expose un tableau de figures nues en 1920, reçoit une médaille d’or en 1921 pour La Femme au paon (elle y expose également la même année Le peintre Désiré-Lucas et sa petite fille), et y devient dès lors hors-concours. Elle y expose notamment ensuite en 1923 (un nu),1929 (Campanules et Pêches), 1930 (Studio du jardin bleu), 1933 (portrait et pastel), 1939 (Goûter sur la terrasse).
Elle et son compagnon présentent conjointement plusieurs élèves au Salon.
Elle est la seule femme à appartenir au Groupe des Dix, groupe de peintres post-impressionnistes autour de Jules Adler et qui dans les années 1920 exposent à la galerie Dujardin à Roubaix. Elle réalise également dans cette galerie des expositions particulières en 1925 et en 1927 (fleurs et de paysages essentiellement, dont Chemin des amandiers). Elle est au Salon des peintres de fleurs de Lille en 1929 à la galerie d'art moderne (avec, pour les artistes femmes, Eugénie Faux-Froidure et Blanche Odin). Elle fait une exposition particulière à Lille en 1934, et à Roubaix en 1937. 
En 1928 elle expose à la galerie Emile Grosse à Fontainebleau (Pommes). Elle est à la Galerie Ecalle à Paris en 1930 pour Roses et cristaux (huile); etc.
Après le décès de son mari en 1949, Marie Réol "continue à peindre dans une grande solitude".
Elle décède à Douarnenez en 1963. Elle est inhumée au cimetière de Ploaré.

## Oeuvres dans les collections publiques
- musée d'Hazebrouck (Le Cloître de Saorge)[10].
- musée de Quimper (Œillets, huile)[13].

## Postérité
- Une rue porte son nom à Douarnenez.
- Une exposition en son honneur a eu lieu à Douarnenez en 2005; à cette occasion plus de 300 oeuvres de l'artistes ont été répertoriées[14].